# Усамљени надгробник у Дренови
Усамљени надгробник у Дренови (општина Горњи Милановац) налази се на потесу Јевђовина у доњем делу села. Не зна се коме је и када подигнут. По форми, споменик припада типу надгробних обележја на којима је евидентан утицај оријентално-исламске културе, а по стилским одредницама може се датирати у прву половину 19. века.

## Увод

### Усамљени надгробници
Представљају посебну подгрупу старих надгробних обележја. Срећу се на најразличитијим местима — у шумама, крај путева, на ливадама и њивама ( „њиваши”), поред потока и река итд. У својој књизи Таковци Миленко С. Филиповић наводи да је све до половине 20. века постојало правило да се „на месту где га је затекла смрт сахрањује свако ко не умре природном смрћу”: утопљеници, самоубице, онај кога убије дрво, коњ итд, страдали од грома... „па и онај који погине од разбојника”. Без црквеног обреда нису сахрањиване само самоубице, већ и они који су гинули несрећним случајем.

## Опис споменика
Тесаник правоугаоног облика има засек у „висини рамена” и заобљен кружни завршетак, чиме асоцира на људску фигуру. На темену стуба налази се испупчење неправилног облика. Комплексан мотив умноженог крста исклесан је на источној страни споменика. Са њим у спрези је кружница која својим зракастим урезима асоцира на симбол сунца, што све заједно носи јасну симболику васкрсења. Полеђина и бокови споменика су без уреза, осим кратког натписа на јужној страни.

### Материјал, димензије, стање
Споменик је исклесан од жутог пешчара. Димензије износе 90х40х22 cm. Порозан камен готово је у потпуности прекривен различитим врстама лишајева.

## Натпис
С јужне стране стуба, ситним „предвуковским” словима урезан је делимично читљив натпис:
ЗА СПОМЕН / ДЕТЕ РАБ / БОЖЈИ ОСТА / ТУНА.